# Martinex
Martinex T'Naga es un personaje ficticio que aparece en los cómics estadounidenses publicados por Marvel Comics. El personaje se representa como una versión alternativa futura del universo compartido de Marvel, el Universo Marvel. La mayoría de las aventuras de Martinex tienen lugar como miembro de los Guardianes de la Galaxia del siglo 31.
Michael Rosenbaum interpretó a Martinex en las películas del Marvel Cinematic Universe, Guardians of the Galaxy vol. 2 (2017) y Guardians of the Galaxy vol. 3 (2023).

## Historial de publicaciones
Martinex apareció por primera vez en Marvel Super-Heroes # 18 (enero de 1969) como parte de los Guardianes de la Galaxia. Según Roy Thomas, todos los Guardianes de la Galaxia originales fueron creados en una conferencia entre Arnold Drake y Stan Lee, pero sigue siendo incierto si cada personaje individual fue creado por Drake, Lee o ambos. El escritor Steve Gerber incluyó al personaje cuando revivió al equipo en Marvel Presents # 3 (febrero de 1976) a # 12 (agosto de 1977).
La apariencia de Martinex fue rediseñada en Guardians of the Galaxy # 7 (diciembre de 1990). El escritor / artista Jim Valentino comentó: "Nadie podía dibujar [Martinex] de la misma manera dos veces. Era imposible y fue un dolor en el trasero. Lo que hice fue simplificarlo de acuerdo con los planos del cuerpo que Andrew Loomis delineó en su libro seminal, Dibujo de figuras para todo lo que vale ".
Martinex apareció junto con el resto del equipo original de Guardians of the Galaxy en la serie 2014 Guardians 3000. El escritor Dan Abnett lo describió como "el cerebro" del equipo.

## Historia del personaje
En el futuro, los humanos habían colonizado varios planetas en su sistema solar, incluyendo Plutón. Martinex nació el Centro de Cerberus, Plutón, aunque luego se supo que sus antepasados eran del continente africano en la Tierra.
Él creció para convertirse en un científico y técnico. Al igual que los otros Pluvianos, su cuerpo estaba cubierto completamente por facetas que eran de aspecto cristalino. Este diseño era para que los Pluvianos pudieran soportar el calor y el frío. Martinex también podía emitir calor y frío de sus manos. Martinex se convirtió en el último sobreviviente de Plutón después de que los Badoon exterminaran a todos los Plutonianos, como él estaba trabajando en la luna Caronte de Plutón. Los Pluvianos había sido advertidos del ataque, pero el barco en el que escapaban fue destruida por los Badoon. Martinex escapó de los Badoon utilizando un telepod y se asoció con Vance Astro, un astronauta humano del siglo XX con poderes psíquicos, Charlie-27, un Joviano (de Júpiter) que también era el último de su especie, y Yondu, de Alfa Centauri, para luchar contra los Badoon como luchadores de la libertad, los Guardianes de la Galaxia. Más tarde se reveló que Halcón Estelar había manipulado los eventos para reunirlos.
Más tarde se unieron a los Guardianes a través de viajes en el tiempo la La Mole, el Capitán América y Sharon Carter para salvar la ciudad de Nueva York de los Badoon. Martinex y los Guardianes luego viajaron al siglo XX y unieron fuerzas con los Defensores. Regresaron al futuro con Halcón Estelar y los Defensores y juntos derrotaron a los Badoon.
Con el tiempo, los Guardianes llevaron el planeta de los Badoon del sistema solar de la Tierra y más tarde Martinex se convirtió en el líder del equipo durante un tiempo. Los Guardianes salieron de la posguerra de la Tierra para ir a una misión espacial, y se encontraron con Nikki quien se unió a ellos, y visitaron el planeta Asylum. Los Guardianes luego se asociaron con el viajero del tiempo Thor, y lucharon contra Korvac y sus secuaces de amenaza. Martinex y los Guardianes viajaron al siglo XX, y ayudaron a los Vengadores a pelear contra Korvac. Asistió a una reunión de membresía de los Vengadores, pero se fue poco después.
Mientras busca el escudo del Capitán América, los Guardianes entró en conflicto con Taserface y los Stark. También se encontraron con el Señor del Fuego y derrotó a los Stark. Los Guardianes luego lucharon con un equipo de superhumanos conocido como Fuerza, y Martinex fue herido de muerte por el miembro de Fuerza conocida como Brawl. Gran parte de los cristales que cubrían el cuerpo de Martinex fueron destruidos, pero Martinex los recuperó con la ayuda de su compañero tutor Halcón Estelar. Todos los cristales exteriores en Martinex perdieron su poder, dejando a Martinex con una nueva apariencia cristalina. Los Guardianes luego encontraron a Haven, en una colonia perdida fundada por mutantes, donde se enfrentaron a Rancor y sus lugartenientes. Martinex más tarde se reunió con Espíritu de Venganza.
Finalmente, Martinex dejó el equipo para formar una versión más grande de los Guardianes, conocidos como los Guardianes Galácticos. Este equipo fue convocado para ayudar a rescatar a un planeta en peligro lleno de inocentes. Los Guardianes Galácticos se hicieron inicialmente de futuras versiones alternativas del Hombre Maravilla, Señor del Fuego, la Visión, Fénix y Ghost Rider. Tuvieron más aventuras en sus propias series limitadas. Martinex más tarde regresa a los Guardianes de la Galaxia.

## Poderes y habilidades
Martinex es miembro de una rama de ingeniería genética de la humanidad, cuyos rasgos fueron diseñados para sobrevivir en las condiciones frías del planeta Plutón. Él posee una gran fuerza, velocidad, resistencia y durabilidad superhumana. Su epidermis se compone de un cristal de silicio de isótopo orgánico. Martinex tiene la capacidad de convertir la energía corporal en láser como rayos de energía que se puede proyectar de sus manos. Su mano derecha puede proyectar energía infrarroja, estimulando el calor en cualquier objeto. Su mano izquierda puede proyectar la energía de microondas que reduce la energía térmica de los objetos, lo que produce frío. Su cuerpo es muy resistente al intenso calor y frío, así como otras formas convencionales de lesión.
Martinex tiene doctorados en física e ingeniería. Posee experiencia en diversas áreas de la tecnología de siglo XXXI, incluyendo las computadoras y el diseño de cyborg.

## En otros medios

### Cine
- Martinex aparece en la película de 2017 Guardianes de la Galaxia vol. 2, interpretado por Michael Rosenbaum.[18] Él es un miembro de Stakar Ogord, equipo de Ravagers y visitan a Yondu junto con su líder para recordarle que está exiliado. Después que Yondu se sacrificó en salvar a Peter Quill, Martinex y Stakar se mueven y deciden llevar al resto del equipo de nuevo juntos para honrarlo como se ve en escenas medias y poscréditos.
- Martinex aparece en Guardianes de la Galaxia vol. 3 (2023), interpretado nuevamente por Michael Rosenbaum.[19]